# Beulah Marie Dix
Beulah Marie Dix (Kingston, 25 de diciembre de 1876– 25 de septiembre de 1970) fue una guionista estadounidense de las eras del cine mudo y sonoro, además de dramaturga y autora de novelas y libros infantiles. Escribió más de 55 películas entre 1917 y 1942. Dix se casó con GH Flebbe en la Capilla de San Juan en Boston, Massachusetts, el 6 de mayo de 1910.

## Trayectoria
Beulah Marie Dix nació en Kingston, Massachusetts, hija de Henry y Maria Dix. Poco después de nacer, su familia se mudó a Plymouth, Massachusetts, que finalmente se convirtió en un escenario recurrente para muchas de las obras de teatro y novelas de Beulah. A los 16 años se mudaron a Chelsea, Massachusetts, donde fue nombrada la mejor de su clase de secundaria. Dix continuó estudiando Historia e Inglés en el Radcliffe College en Cambridge, Massachusetts, graduándose con Summa Cum Laude. Dix utilizó estos dos temas como su principal tema al escribir obras de teatro y ensayos, como: La Guerra de los Treinta Años, El Motín del Té de Boston y La Inglaterra del siglo XVII. Beulah también fue reconocida como la primera mujer receptora del Premio Literario Sohier, que es un premio otorgado a un estudiante de Harvard o Radcliffe que compone la mejor tesis.
Aunque Dix se basó en gran medida en acontecimientos militares históricamente famosos a la hora de componer sus libros, obras de teatro y novelas para niños, en la vida real era una pacifista. Con el tiempo, a medida que su carrera como novelista avanzaba, se alejó de los romances históricos y comenzó a escribir novelas contra la guerra. Dix adoptó una postura contra la violencia y, con Estados Unidos al borde de la Primera Guerra Mundial, publicó dos obras de teatro contra la guerra: Across the Border y Moloch. Dix aprovechó al máximo estas obras al colocar a los personajes principales en un dilema moral que cuestionaba si "hicieron algo para detenerlo" o no.
Mientras crecía, Dix nunca sintió la necesidad de buscar ningún tipo de compañía femenina. Como una marimacho autoproclamada, Dix admitió que la mayoría de sus personajes principales eran niños pequeños porque "son más emocionantes que las niñas". Sin embargo, se tomó el tiempo para agradecer a dos mujeres muy influyentes en su vida. Evelyn Greenleaf Sutherland fue una figura femenina muy consolidada en la sociedad de Boston. Juntas colaboraron en obras como The Breed of the Treshams, The Substitute y The Road to Yesterday. Estas obras se crearon utilizando el seudónimo masculino (John Rutherford) para seguir siendo atractivas para el público durante esta época. La otra mujer en la vida de Dix fue su agente, Beatrice de Mille. De Mille fue la madre de los famosos directores de cine William de Mille y Cecil B. de Mille, y así fue como Dix encontró su camino a Hollywood. En 1916, en un viaje a California para visitar a De Mille, Dix decidió quedarse. Con el brote de polio y el comienzo de la Primera Guerra Mundial, Dix pensó que sería mejor para ella quedarse en la costa oeste. Las experiencias profesionales de Dix como dramaturga le permitieron realizar una fácil transición a la escritura de guiones. Comenzó su carrera como guionista para la gran pantalla y para el respetado director de cine William de Mille.
En 1916, Dix comenzó a escribir para la nueva industria cinematográfica como trabajo a tiempo parcial. Sus guiones se hicieron muy conocidos y Dix se convirtió en una respetada y productiva guionista de la era del cine mudo. Su éxito como guionista le valió un trabajo a tiempo completo en Famous Players–Lasky, que pronto se convirtió en Paramount Pictures. La carrera de Dix se disparó y entre 1917 y 1926 se le atribuyen más de cincuenta títulos cinematográficos. El éxito de Dix como guionista se debió a sus hábitos de trabajo, que en su mayoría consistían en trabajar en soledad o en estrecha colaboración con un pequeño grupo de amigos. Por lo general, su trabajo sólo se compartía con William de Mille y su compañero de escritura Bertram Millhauser. Dix tenía un fuerte sentido de privacidad hacia su trabajo que en última instancia influyó en su vida cotidiana. Al pasar a la era del sonido, a Dix le resultó muy difícil encontrar su camino, lo que finalmente la llevó a separarse de Paramount Pictures en 1924. En 1925, poco después de que le negaran una renovación de contrato, Dix encontró un hogar en los Estudios DeMille.
Dix se convirtió rápidamente en una de las guionistas más deseadas de Hollywood. Incluso durante la Gran Depresión, Dix pudo mantener a su familia gracias a sus habilidades como guionista. La capacidad de Dix para crear personajes fuertes e históricamente precisos fue muy atractiva para los directores de esa época, como también lo fue su amor por escribir guiones violentos.
Dix continuó experimentando con otros estilos de escritura. En 1927 publicó un libro infantil, The Turned About Girls, junto con una novela dramática atrevida llamada Their Own Desire . Dix continuó escribiendo guiones, pero le resultó más agradable hacerlo de forma anónima. El anonimato de Dix al escribir novelas finalmente marcó el final de su carrera. La pasión y la ética de trabajo de Beulah Marie Dix hacia la escritura de guiones no tuvieron paralelo durante esta época, lo que le permitió dejar su huella en la era del cine mudo.

## Novelas
- Soldier Rigdale: How He Sailed in the Mayflower and How He Served Miles Standish (1899)
- Hugh Gwyeth; A Roundhead Cavalier (1899)
- The Making of Christopher Ferringham (1901)
- The Beau's Comedy (1902)
- The Life, Treason and Death of James Blount of Breckenhow (1903)
- The Fair Maid of Graystones (1905)
- Merrylips (1906)
- A Little Captive Lad (1910)
- Betty-Bide-At-Home (1912)
- The Fighting Blade (1912)
- The Gate of Horn (1912)
- Mother's Son (1913)
- Maid Melicent (1914)
- The Little God Ebisu (1914)
- Across the Border (1915)
- The Battle Months of George Daurella (1916)

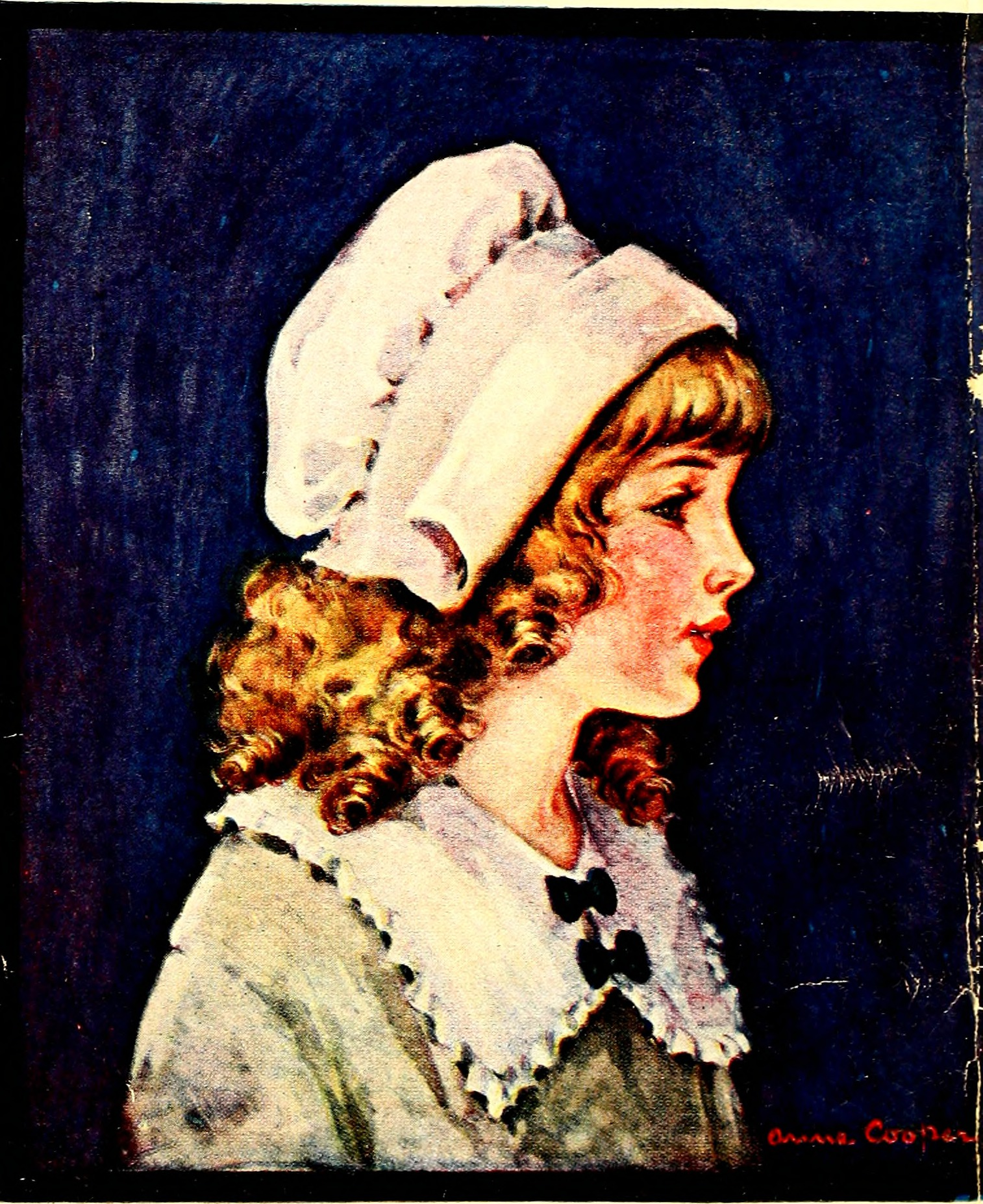
Labios alegres, novela (1906)

- Blithe McBride (1916)
- The Glorious Game (1916)
- Hands off! (1919)
- Turned-about Girls (1922)
- Pity of God (1932)
- Friends in the End (1931)
- Wedding Eve Murder (1941)

## Filmografía seleccionada
- The Sunset Trail (1917)
- The Squaw Man (1918)
- The Woman Thou Gavest Me (1919)
- Fool's Paradise (1921)
- The Fighting Blade (1923)
- The Spanish Dancer (1923)
- Feet of Clay (1924)
- The Road to Yesterday (1925)
- Silence (1926)
- Fighting Love (1927)
- Ned McCobb's Daughter (1928)
- The Leopard Lady (1928)
- The Godless Girl (1928)
- Black Magic (1929)
- Midnight Mystery (1930)
- Three Who Loved (1931)
- Ever in My Heart (1933)
- The Life of Jimmy Dolan (1933)
- They Made Me a Criminal (1939)
- Sweater Girl (1942)

## Reconocimientos
Dix ganó el premio George B. Sohier en 1897 por su tesis "Colecciones publicadas de baladas inglesas y escocesas, 1765-1802".